# Tauônio
Tauônio é um átomo exótico previsto e formado por partículas subatômicas carregadas. Ele é composto pelo antitau (de carga elétrica positiva) e um elétron (de carga elétrica negativa): t+ e-. Como nenhuma das partículas interagem pela força nuclear forte que usualmente é a principal responsável por reunir partículas elementares em compostas, ela se mantem unida pela interação eletromagnética. Ele é chamado dessa forma pela analogia com o muônio.
Outro átomo exótico que é chamado de verdadeiro tauônio consiste na ligação entre um tau e um antitau:t- t+. A sua detecção é muito importante para a eletrodinâmica quântica.